# Житловий будинок Слупецьких
Будинок Слупецьких — пам'ятка архітектури в Одесі. Будинок розташований у курортному районі «Відрада» на Ясній вулиці. Будинок є щойно виявленою пам'яткою архітектури місцевого значення (Рішення Одеського облвиконкому № 580 від 27.12.1991 р.)..

## Історія
Ділянка була придбана перед 1912 роком у спадкоємців Халайджогло, які продавали територію своєї дачі «Відрада» по частинам. Пізніше кінця 1913 року ділянка була придбана Слупецькими, які спорудили на ній триповерховий житловий будинок. У Одесі у 1913 році на Картамишівській вулиці, 21 проживали Дмитро Іванович Слупецький, Лука Іванович Слупецький та Наталія Слупецька, де була також розташована фабрика якірних ланцюгів.

## Архітектура
На відміну від інших ділянок району ділянка Слупецьких є дуже вузькою. Будинок триповерховий, розрахований на три квартири, у плані Г-подібний. Біля правого краю будинку розташована арка проїзду над якою з боку заднього фасаду влаштована сходова клітка, яка освітлюється великими вікнами. У лівому крилі розташовані службові сходи, які з двох боків освітлюються вікнами, між крилами влаштований напівкруглий ризаліт. Головний фасад будинку є асиметричним і має виразний вигляд. По краям фасаду влаштовані кріповки, що увінчані бароковими фронтонами. У правій кріповці розташований напівкруглий еркер. Всередині фасаду були розташовані балкони, але станом на початок 2010-х років вони були демонтованими. Збереглася автентична брама будинку, що виконана на дуже високому рівні. Між дверима та брамою під час спорудження будинку була встановлена таблиця з прізвищем власників. Задній фасад будинку прикрашають фільонки.
Вестибюль будинку добре оздоблений, його прикрашають барельєфи, що аналогічні барельєфам вестибюля будинку Г. А. Маргуліса у Сабанському провулку, 1. Сходи виконані з мармуру, сходові майданчики облицьовані кахлями. Огорожа сходів є аналогічною огорожі сходів у будинку Г. Ф. Молчанової на вулиці Льва Толстого, 28.

## Галерея

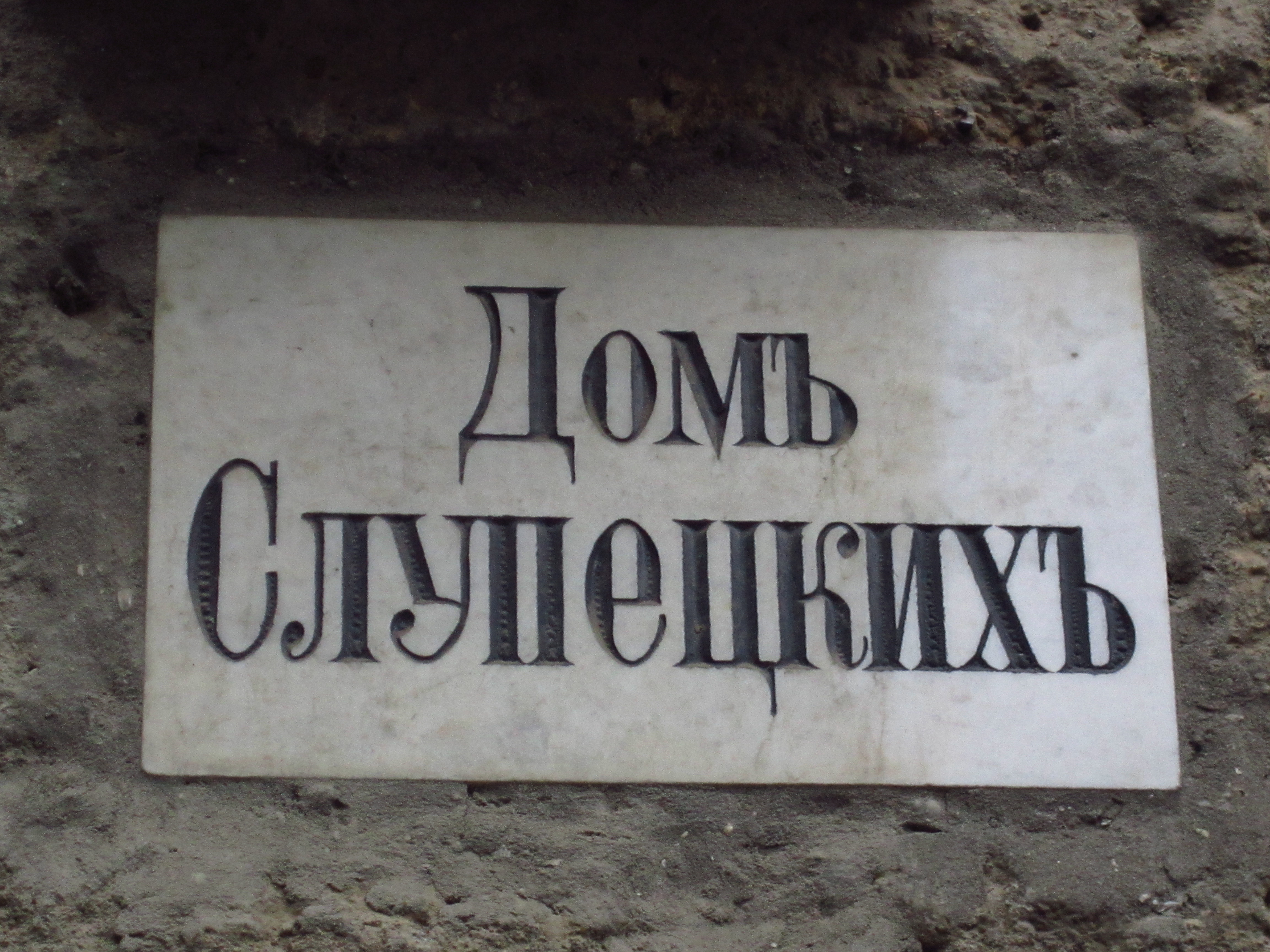
Таблиця між дверима та брамою
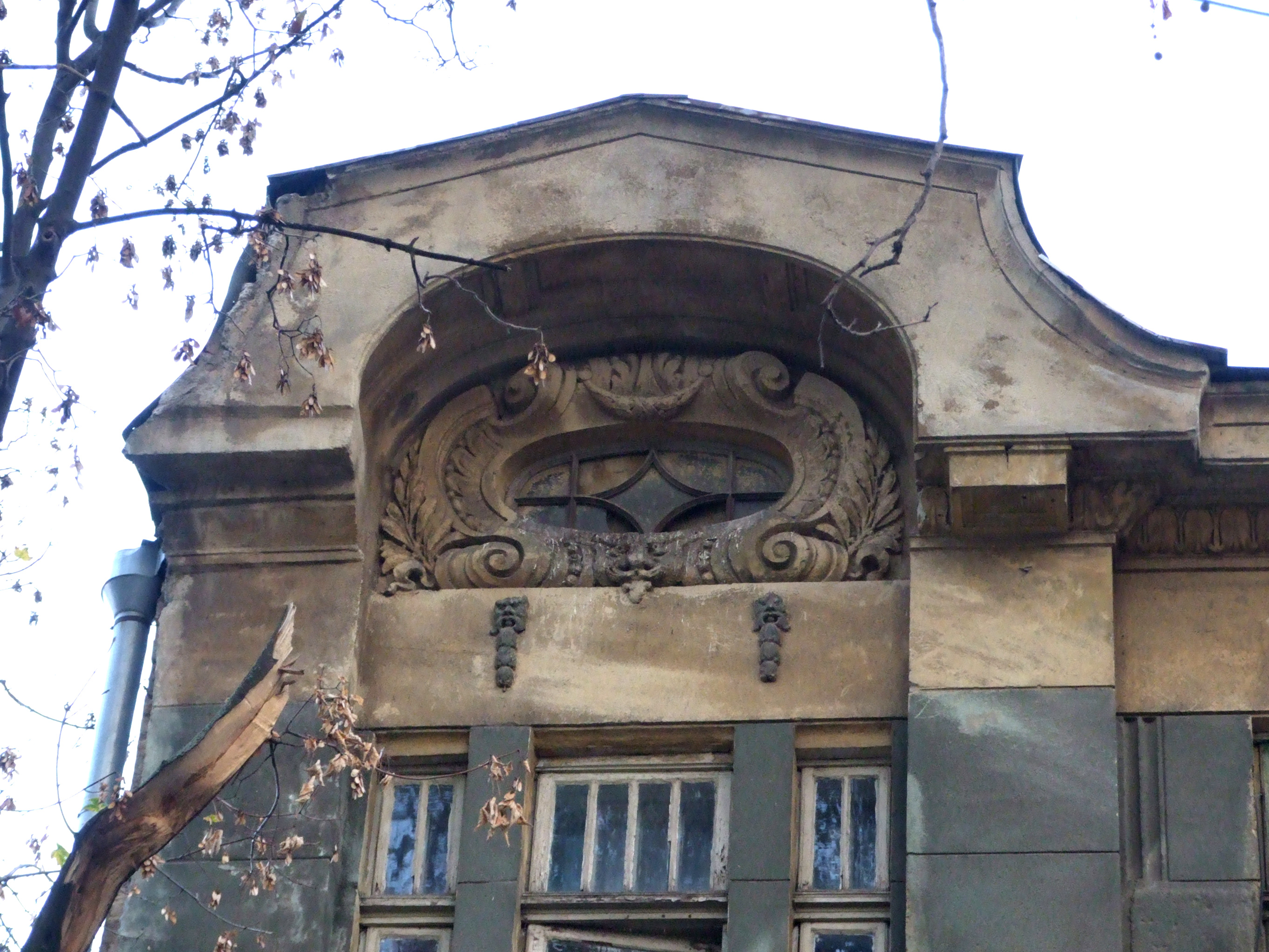
Лівий фронтон
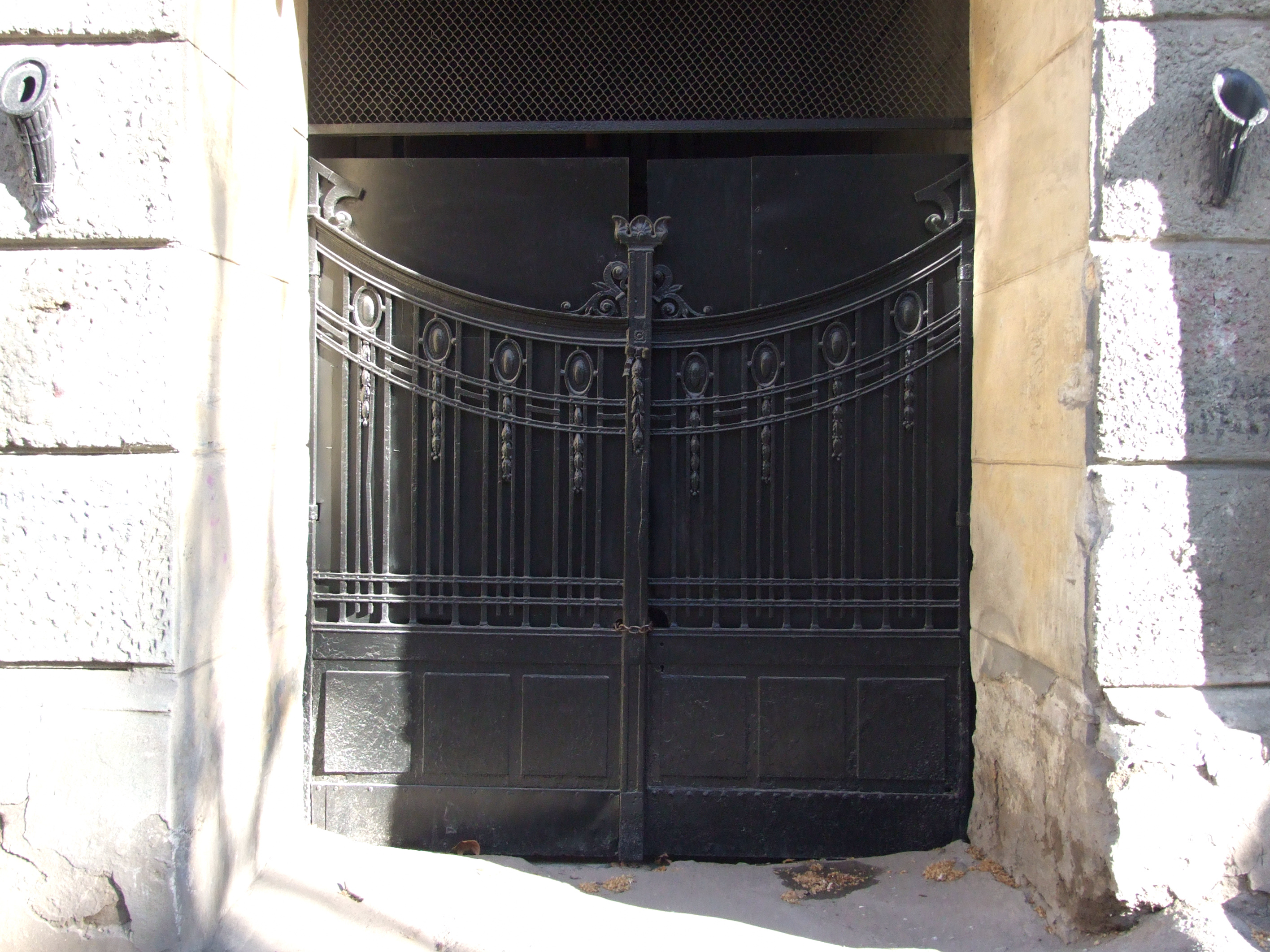
Брама
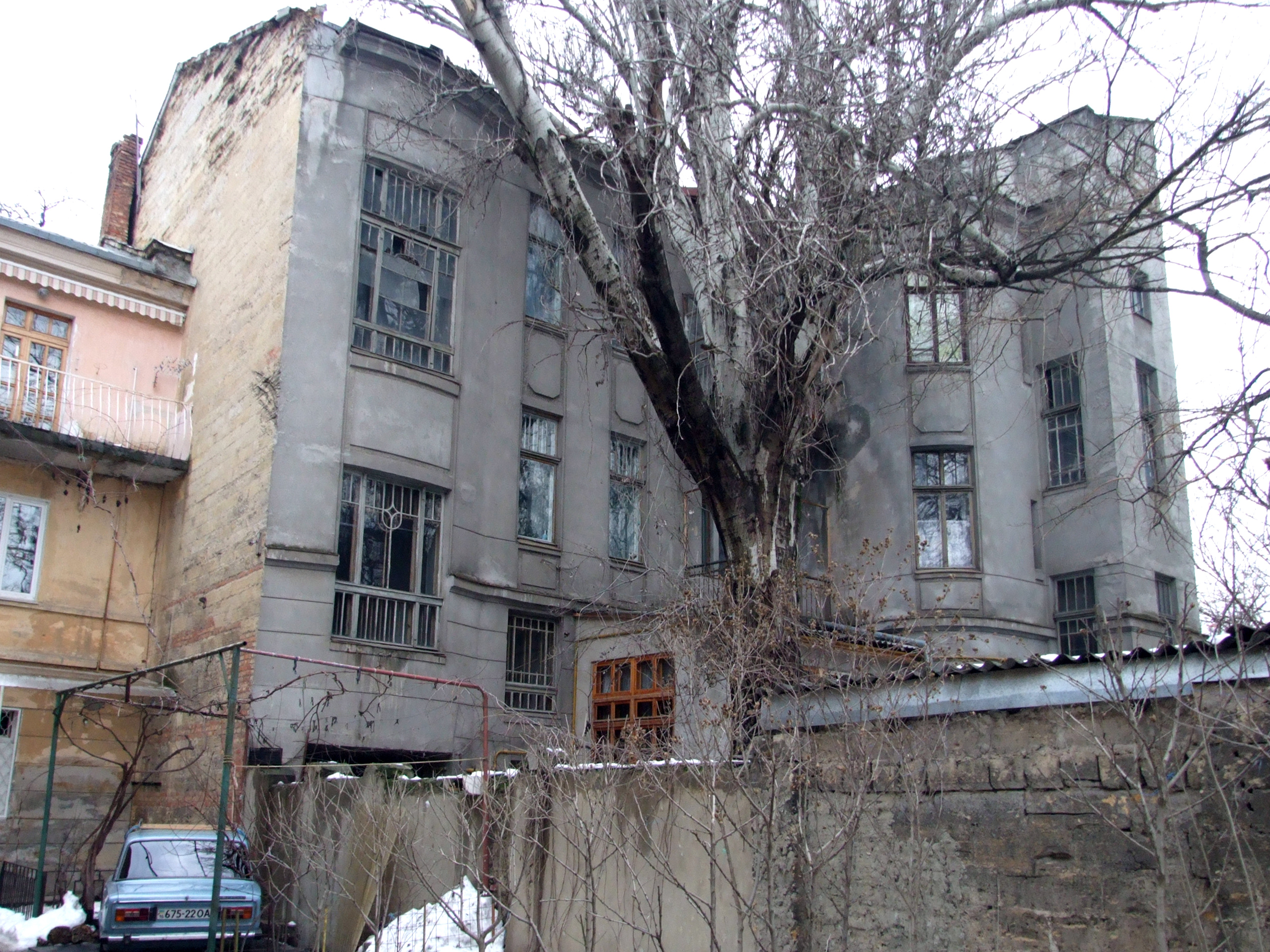
Задній фасад будинку